# Vila Facaia
Vila Facaia es una freguesia portuguesa del municipio de Pedrógão Grande, con 17,32 km² de superficie. Su densidad de población es de 40,5 hab/km².